# Stalag IV B Zeithain
Il campo di prigionia Reservelazarett Stalag IV B Zeithain era un campo distaccato dello Stalag IV-B di Mühlberg.

## Descrizione
Istituito nel 1941 sul campo di esercitazioni militari di Zeithain, a nord di Riesa, lo Stalag 304 (IV H), poi Stalag IV B, fu inizialmente destinato ad accogliere prigionieri di guerra sovietici. A partire dal 1943 fu adibito anche a lazzaretto di riserva per prigionieri di guerra di altre nazionalità, tra cui moltissimi Internati Militari Italiani (IMI) che dopo l'8 settembre 1943 avevano rifiutato di collaborare con il regime nazista.
Condizioni disumane, mancanza di igiene, denutrizione, assistenza medica insufficiente e lavoro coatto facilitarono il diffondersi di epidemie e gravi malattie, soprattutto tubercolosi, determinando la morte di decine di migliaia di prigionieri, tra cui 850 italiani, sepolti per la maggior parte nel cimitero militare italiano di Jacobsthal e in parte nel cimitero di Mühlberg e Neuburxdorf.
Il campo fu liberato dall'Armata Rossa il 23 aprile 1945. Degli IMI superstiti, tra cui molti gravemente ammalati, alcuni morirono sulla via del rientro e furono sepolti a Praga.
Dopo la fine della guerra, il territorio del lager e del cimitero italiano fu adibito a zona di esercitazioni militari sovietica e rimase per decenni inaccessibile. 

## Memoria

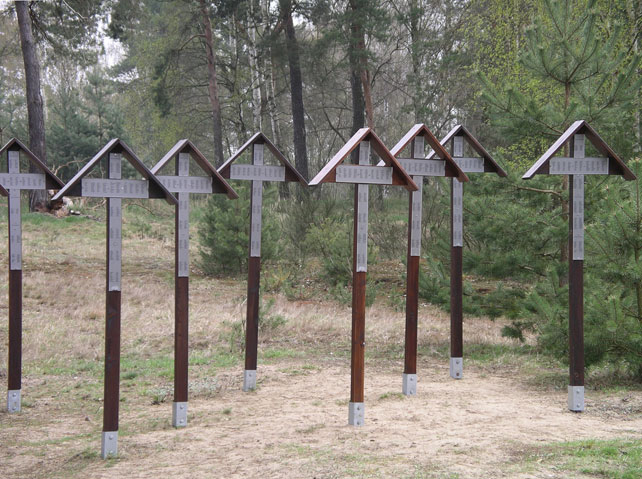
Croci in memoria dei caduti italiani di Zeithain.

Grazie all'instancabile opera di ricerca di alcuni reduci di Zeithain, primi fra tutti Padre Luca M. Ajroldi (m. 1985), ex cappellano del campo che aveva annotato nel suo diario tutti i nominativi e i dati degli IMI deceduti a Zeithain, e dell'ex Ten. Col. Leopoldo Teglia, attuale Presidente della Sezione A.N.E.I. (Associazione Nazionale Ex Internati) di Perugia, fu finalmente possibile nel 1991 localizzare il cimitero militare italiano, riesumare e rimpatriare le spoglie di quasi tutti i caduti italiani di Zeithain.
Nove croci di legno al margine dell'ex cimitero militare italiano di Zeithain ricordano oggi i caduti italiani del Reservelazarett Stalag IV B.